# Submarine Commander (игра, 2001)
Submarine Commander — видеоигра в жанре симулятора подводной лодки разработанная JVC Digital Studio и изданная Victor Interactive Software для PlayStation.

## Сюжет
Действие разворачивается в мире после глобальной катастрофы — разрушение озонового слоя и глобальное потепление привело к таянию полярных льдов. Все материки затопило, значительная часть человечества погибла. Осталась небольшая часть выживших людей. И все на кораблях. Вы являетесь капитаном подводной лодки «Syachi», которая патрулировала воды мирового океана по заданию ООН. Вам предстоит найти землю для них и для себя. Также вам предстоит защищать людей от бандитов, которые грабят суда. Позже, вы найдёте дрейфующий искусственный корабль-остров — плавучий научно-исследовательский комплекс «Plant 9».
Там вы сможете получать боевые задания, отремонтировать и улучшить свою подлодку. Например, можно поставить новый двигатель. Также будет возможно пополнить запас и купить торпеды различных типов, которые имеют разные характеристики и назначение.